# Städelschule

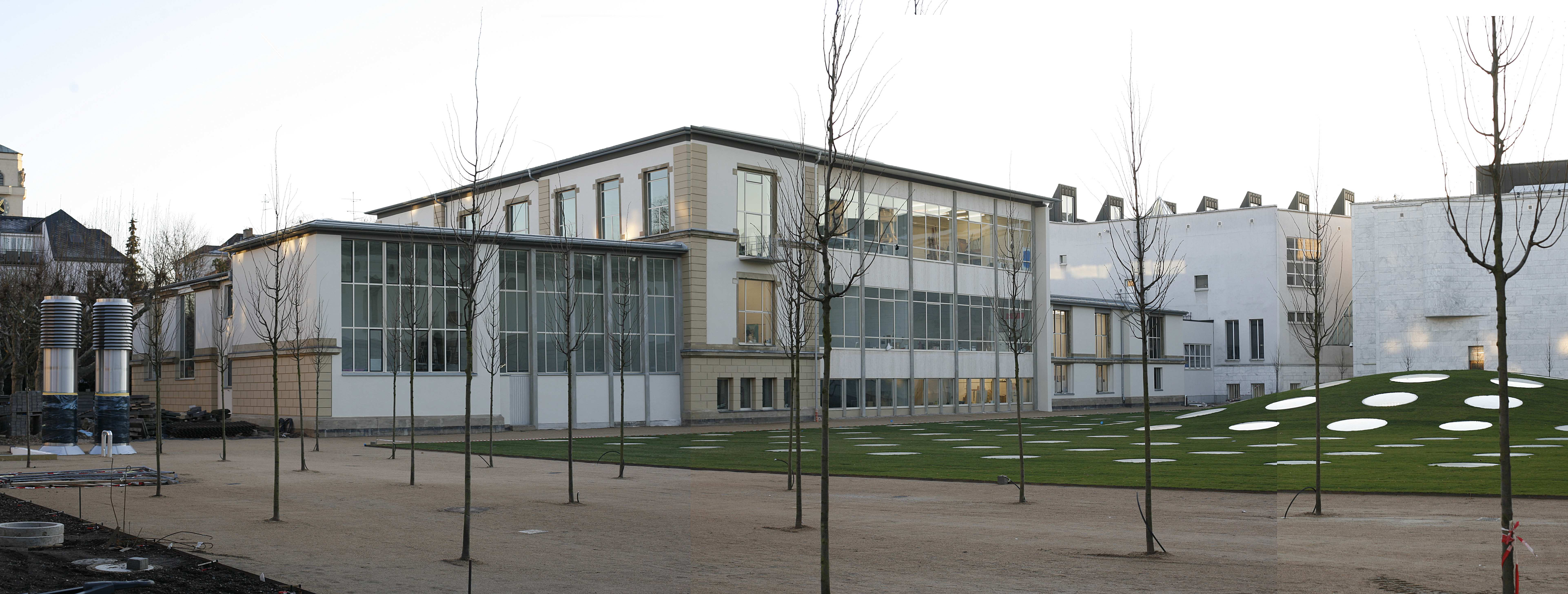
La sede principale della scuola

La Städelschule, nome completo Hochschule für Bildende Künste–Städelschule, è un istituto di istruzione superiore in arti visive con sede a Francoforte sul Meno, in Germania. Ogni anno accoglie circa 20 studenti selezionati tra circa 500 candidati, per un totale di circa 150 studenti di arti visive; fino al 2020 vi erano anche circa 50 studenti nel dipartimento di architettura. Circa il 75% degli studenti proviene dall’estero e i corsi sono tenuti in lingua inglese.

## Storia
La Städelschule fu fondata dall’Istituto Städel nel 1817, a seguito di una donazione testamentaria lasciata da Johann Friedrich Städel (1728–1816), un ricco banchiere e mecenate delle arti. In un atto datato 15 marzo 1815, lasciò la sua casa, la sua collezione d’arte e la sua fortuna per istituire un museo – oggi noto come Museo Städel – e finanziare la formazione artistica e architettonica di studenti meritevoli, nella speranza che potessero essere “…educati a diventare cittadini e artisti preziosi e utili”.
Städel morì il 2 dicembre 1816, e a partire dal 1817 iniziarono a essere assegnate borse di studio. Sebbene l’intenzione di Städel fosse unicamente quella di fornire fondi per permettere agli studenti di frequentare altre scuole, l’istituto assunse il suo primo insegnante, Johann Andreas Benjamin Reges (1772–1847), già nel 1817. Egli impartiva lezioni agli studenti presso la sua abitazione e, dall’estate del 1817, presso un orfanotrofio; diciannove studenti ricevettero insegnamento nel primo anno.
Nel 1829 fu deciso che l’Istituto d’Arte Städel sarebbe diventato anche un istituto di formazione artistica, e furono nominati come docenti Philipp Veit (1793–1877, pittura), Friedrich Maximilian Hessemer (1800–1860, architettura) e Johann Nepomuk Zwerger (1796–1868, scultura). Intorno al 1930, la Kunstgewerbeschule di Francoforte (fondata nel 1878) fu incorporata nella Städelschule.
La scuola in seguito è stata presa in gestione della città di Francoforte. Fino alla fine del 2018 è stata l’unica istituzione di istruzione terziaria in Germania finanziata da un’amministrazione comunale piuttosto che da una amministrazione statale; nel 2007 ricevette 3,8 milioni di euro dalla città. Dal 1º gennaio 2019, la scuola è diventata un’istituzione educativa dell’Assia ed è attualmente finanziata da tale stato federato.
Nel 1970, Günther Bock fu nominato professore e responsabile della Classe di Architettura. Il programma Master of Advanced Design si è sviluppato a partire dal corso post-laurea "Conceptual Design", fondato da Bock; fu successivamente diretto da Peter Cook, Enric Miralles, Ben van Berkel e Johan Bettum. Il programma non era finanziato dallo stato dell'Assia, e fu chiuso nell’ottobre 2020 per motivi legati alla pandemia di COVID-19.

## Corpo docente
Molti artisti di rilievo hanno insegnato o insegnano tuttora presso la Städelschule. Max Beckmann vi insegnò durante la Repubblica di Weimar, ma fu etichettato come artista di «arte degenerata» e licenziato dal suo incarico sotto il regime nazista; le sue opere furono esposte nella mostra dell'arte degenerata  del 1937.
Nel 2016, tra il corpo docente figuravano Willem de Rooij, Peter Fischli, Douglas Gordon, Michael Krebber e Tobias Rehberger. Tra i rettori degli ultimi cinquant’anni si contano Peter Kubelka, Kasper König, Daniel Birnbaum, Nikolaus Hirsch, Philippe Pirotte e Yasmil Raymond.